# Sebastian Ofner
Sebastian Ofner (Bruck an der Mur, 12 maggio 1996) è un tennista austriaco.
In singolare ha disputato una finale nel circuito maggiore e si è spinto fino al quarto turno all'Open di Francia 2023, ha raggiunto il 37º posto del ranking ATP nel gennaio 2024. Vanta inoltre alcuni titoli vinti nei circuiti minori. Ha fatto il suo esordio nella squadra austriaca di Coppa Davis nel 2018.

## Carriera

### 2012-2016: inizi
Partecipa al suo primo torneo Futures all'India F13 il 22 ottobre 2012 perdendo 0-6, 4-6 contro Vinayak Sharma Kaza. Nel 2013 prende parte a tre Futures austriaci vincendo due partite su cinque. In doppio raggiunge e perde la sua prima finale. Verso la fine del 2014 raggiunge il suo primo quarto di finale Futures in singolare al Turkey F46. Gioca la sua prima semifinale in singolare in carriera nell'agosto 2015 al Futures Austria F6 di Wels, perdendo in tre set contro Tom Kocevar-Desman. A fine mese raggiunge la prima finale all'Austria F8 di Vogau e Dmitry Popko gli concede due soli giochi. Raggiunge poi a fine anno una semifinale in singolare ad Adalia. Raggiunge inoltre una finale in doppio.
Nel febbraio 2016 gioca la semifinale all'Israel F1 di Ramat Gan e ad aprile perde la sua seconda finale al Turkey F14 di Adalia contro Marc Sieber. Il 24 luglio conquista il suo primo titolo all'Austria F3 di Bad Waltersdorf, battendo in finale Corentin Denolly con il punteggio di 6-4, 4-6, 6-3. Si ripete un mese più tardi all'F5 di Innsbruck superando in finale per 6-2, 6-3 Gonçalo Oliveira. Il 4 settembre vince il terzo titolo all'F8 di Sankt Pölten, con il successo in finale su Riccardo Bellotti in due set. Si qualifica poi per il Banja Luka Challenger ed esce al primo turno per mano di Adrian Ungur. Riceve poi una wildcard per le qualificazioni dell'ATP 500 di Vienna e viene sconfitto da Jan-Lennard Struff, nell'incontro decisivo. Verso fine stagione vince il quarto torneo Futures a Candia e perde altre tre finali. In doppio raggiunge quattro finali Futures vincendo un titolo.

### 2017: debutto a Wimbledon, prima semifinale ATP
Nel febbraio 2017 vince il torneo Turkey F4 di Adalia in doppio mentre la settimana successiva si impone in singolare al Turkey F5. Il 28 maggio raggiunge la prima finale Challenger in carriera a Mestre e viene sconfitto da João Domingues in due set.
Supera le qualificazioni di Wimbledon battendo Kimmer Coppejans, Miljan Zekić e Jay Clarke. Alla sua prima esperienza nel circuito maggiore, al primo turno batte Thomaz Bellucci 6-2, 6-3, 6-2 e al secondo supera il nº 18 del mondo Jack Sock con il punteggio di 6-3, 6-4, 3-6, 2-6, 6-2. Al terzo turno viene eliminato in tre set da Alexander Zverev. Riceve una wildcard per il torneo ATP di Kitzbühel, dove approfitta del ritiro di Nikoloz Basilašvili e al secondo batte la testa di serie nº 1 Pablo Cuevas 6-3, 2-6, 7-6, nei quarti supera Renzo Olivo per 6-3, 1-6, 6-3 e raggiunge la sua prima semifinale ATP in carriera, nella quale viene sconfitto da João Sousa con un doppio 7-6.

### 2025: infortunio e ripresa
Inizia l'anno da infortunato e disputa numerosi tornei challenger in singolo e in doppio per tornare in forma. Torna a giocare un torneo ATP a Madrid nel quale viene battuto da Brandon Nakashima. Agli Internazionali d'Italia 2025 Sebastian raggiunge i sedicesimi dopo 4 vittorie di ottimo livello (in una di queste battendo Francis Tiafoe n.15 del ranking mondiale 6-2, 6-7, 6-3) arrendendosi poi però all'argentino n.19 del ranking Francisco Cerundolo. A Ginevra dimostra il suo periodo di forma, battendo il figlio di Borg (Leo Borg), Reilly Opelka, Nuno Borges e Karen Cachanov, arrendendosi solo in semifinale al polacco n.28 del ranking Hubert Hurkacz per un punteggio di 6-3, 6-4. Al Roland Garros batte al primo turno il tedesco Jan-Lennard Struff e incontra nuovamente il russo n.24 del ranking Karen Cachanov, che stavolta si prende la rivincita per 3 giochi a 2 (7-5, 3-6, 7-5, 4-6, 6-2) dopo una partita di altissimo livello.

## Statistiche
Aggiornate al 29 giugno 2024.

### Singolare

#### Finali perse (1)
| Legenda singolare    |
| Grande Slam (0)      |
| ATP Finals (0)       |
| ATP Masters 1000 (0) |
| ATP Tour 500 (0)     |
| ATP Tour 250 (1)     |

| N. | Data           | Torneo                         | Superficie | Avversario in finale | Punteggio |
| 1. | 29 giugno 2024 | Mallorca Championships, Calvià | Erba       | Alejandro Tabilo     | 3–6, 4–6  |

### Tornei minori

#### Singolare

##### Vittorie (9)
| Legenda        |
| Challenger (4) |
| Futures (5)    |

| N. | Data             | Torneo                                | Superficie  | Avversario in finale | Punteggio        |
| 1. | 24 luglio 2016   | Austria F3, Bad Waltersdorf           | Terra rossa | Corentin Denolly     | 6-4, 4-6, 6-3    |
| 2. | 14 agosto 2016   | Austria F5, Innsbruck                 | Terra rossa | Gonçalo Oliveira     | 6-2, 6-3         |
| 3. | 4 settembre 2016 | Austria F8, Sankt Pölten              | Terra rossa | Riccardo Bellotti    | 7-5, 6-4         |
| 4. | 27 novembre 2016 | Greece F11, Candia                    | Cemento     | Dominik Kellovsky    | 7–6(6), 6-4      |
| 5. | 12 febbraio 2017 | Turkey F5, Adalia                     | Cemento     | Michal Konecny       | 3-6, 6-1, 6-2    |
| 6. | 22 luglio 2018   | President's Cup, Astana               | Cemento     | Daniel Brands        | 7–6(5), 6-3      |
| 7. | 5 maggio 2019    | Puerto Vallarta Open, Puerto Vallarta | Cemento     | John-Patrick Smith   | 7–6(8), 3-6, 6-3 |
| 8. | 24 aprile 2022   | TK Sparta Praga Challenger, Praga     | Terra rossa | Dalibor Svrčina      | 6-0, 6-4         |
| 9. | 16 luglio 2023   | Salzburg Open, Salisburgo             | Terra rossa | Lukas Neumayer       | 6-3, 6-2         |

##### Finali perse (14)
| Legenda        |
| Challenger (9) |
| Futures (5)    |

| N.  | Data             | Torneo                                              | Superficie  | Avversario in finale | Punteggio        |
| 1.  | 23 agosto 2015   | Austria F8, Vogau                                   | Terra rossa | Dmitry Popko         | 0-6, 2-6         |
| 2.  | 10 aprile 2016   | Turkey F14, Adalia                                  | Cemento     | Marc Sieber          | 7-5, 5-7, 3-6    |
| 3.  | 20 novembre 2016 | Greece F10, Candia                                  | Cemento     | Václav Šafránek      | 6-4, 3-6, 5-7    |
| 4.  | 11 dicembre 2016 | Qatar F5, Doha                                      | Cemento     | Ramkumar Ramanathan  | 5-7, 3-6         |
| 5.  | 18 dicembre 2016 | Qatar F6, Doha                                      | Cemento     | Ramkumar Ramanathan  | 5-7, 3-6         |
| 6.  | 28 maggio 2017   | Venice Challenge Save Cup, Mestre                   | Terra rossa | João Domingues       | 6(4)–7, 4-6      |
| 7.  | 17 novembre 2019 | Internazionali Tennis Val Gardena Südtirol, Ortisei | Cemento (i) | Jannik Sinner        | 2-6, 4-6         |
| 8.  | 1º novembre 2020 | Hamburg Challenger, Amburgo                         | Cemento (i) | Tarō Daniel          | 1-6, 2-6         |
| 9.  | 7 marzo 2021     | Nur-Sultan Challenger II, Nur-Sultan                | Cemento (i) | Tomáš Macháč         | 6-4, 4-6, 4-6    |
| 10. | 22 gennaio 2023  | Tenerife Challenger I                               | Cemento     | Aleksandr Ševčenko   | 5-7, 2-6         |
| 11. | 12 marzo 2023    | Antalya Challenger, Adalia                          | Terra rossa | Fábián Marozsán      | 5-7, 0-6         |
| 12. | 26 marzo 2023    | Zadar Open, Zara                                    | Terra rossa | Alessandro Giannessi | 4-6, 7-5, 6(6)–7 |
| 13. | 7 maggio 2023    | I. ČLTK Prague Open, Praga                          | Terra rossa | Dominic Stricker     | 6(7)–7, 3-6      |
| 14. | 24 giugno 2023   | Ilkley Trophy, Ilkley                               | Erba        | Jason Kubler         | 4-6, 4-6         |

#### Doppio

##### Vittorie (4)
| Legenda        |
| Challenger (2) |
| Futures (2)    |

| N. | Data             | Torneo                                     | Superficie  | Compagno        | Avversari in finale                  | Punteggio        |
| 1. | 27 novembre 2016 | Greece F11, Candia                         | Cemento     | Lenny Hampel    | Domagoj Biljesko Antun Vidak         | 7-5, 6-2         |
| 2. | 5 febbraio 2017  | Turkey F4, Adalia                          | Cemento     | Alexander Erler | Volodoymyr Uzhylovskyi Anton Zaitcev | 6-2, 3-6, [10-7] |
| 3. | 28 aprile 2019   | Torneo Internacional Challenger León, León | Cemento     | Lucas Miedler   | Matt Reid John-Patrick Smith         | 4-6, 6-4, [10-6] |
| 8. | 5 aprile 2025    | Open Menorca, Minorca                      | Terra rossa | Benjamin Hassan | Andrea Vavassori Matteo Vavassori    | 7-5, 6-3         |

##### Finali perse (7)
| Legenda        |
| Challenger (2) |
| Futures (5)    |

| N. | Data             | Torneo                           | Superficie  | Compagno        | Avversari in finale               | Punteggio        |
| 1. | 28 luglio 2013   | Austria F5, Bad Waltersdorf      | Terra rossa | Patrick Ofner   | Philip Lang Richard Ruckelshausen | 6(5)–7, 3-6      |
| 2. | 26 luglio 2015   | Austria F5, Bad Waltersdorf      | Terra rossa | Philip Lang     | Tom Kocevar-Desman Lucas Miedler  | 2-6, 2-6         |
| 3. | 24 luglio 2016   | Austria F3, Bad Waltersdorf      | Terra rossa | Sebastian Bader | Bernd Kossler Gregor Ramskogler   | 4-6, 6-2, [4-10] |
| 4. | 21 agosto 2016   | Austria F6, Vogau                | Terra rossa | Lenny Hampel    | Hugo Dellien Federico Zeballos    | 5-7, 4-6         |
| 5. | 4 dicembre 2016  | Qatar F4, Doha                   | Cemento     | Lenny Hampel    | James Marsalek Jonny O'Mara       | 4-6, 4-6         |
| 6. | 9 giugno 2018    | Shymkent Challenger, Shymkent    | Terra rossa | Lucas Miedler   | Lorenzo Giustino Gonçalo Oliveira | 2-6, 6(4)–7      |
| 7. | 18 febbraio 2023 | Chennai Open Challenger, Chennai | Cemento     | Nino Serdarušić | Jay Clarke Arjun Kadhe            | 0-6, 4-6         |

## Risultati in progressione
| Sigla | Risultato               |
| ----- | ----------------------- |
| V     | Vincitore               |
| F     | Finalista               |
| SF    | Semifinalista           |
| O     | Oro olimpico            |
| A     | Argento olimpico        |
| SF    | Bronzo olimpico         |
| QF    | Quarti di Finale        |
| 4T    | Quarto turno            |
| 3T    | Terzo turno             |
| 2T    | Secondo turno           |
| 1T    | Primo turno             |
| RR    | Round Robin             |
| LQ    | Turno di qualificazione |
| A     | Assente                 |
| ND    | Non disputato           |

| Legenda superfici    |
| -------------------- |
| Cemento              |
| Terra battuta        |
| Erba                 |
| Superficie variabile |

### Singolare
- Aggiornato a fine Open di Francia 2024

| Torneo                | 2015 | 2016 | 2017 | 2018 | 2019 | 2020 | 2021 | 2022 | 2023 | 2024 | Carriera V-P |
| --------------------- | ---- | ---- | ---- | ---- | ---- | ---- | ---- | ---- | ---- | ---- | ------------ |
| Tornei Grande Slam    |      |      |      |      |      |      |      |      |      |      |              |
| Australian Open       | A    | A    | A    | Q1   | Q2   | Q1   | Q1   | A    | Q3   | 1T   | 0–1          |
| Roland Garros         | A    | A    | A    | Q1   | Q2   | Q3   | Q1   | 1T   | 4T   | 3T   | 5–3          |
| Wimbledon             | A    | A    | 3T   | Q1   | Q1   | ND   | Q3   | Q3   | 1T   |      | 2-2          |
| US Open               | A    | A    | Q1   | Q2   | Q1   | A    | Q1   | Q2   | 2T   |      | 1–1          |
| Vittorie-Sconfitte    | 0–0  | 0–0  | 2-1  | 0–0  | 0–0  | 0–0  | 0–0  | 0–1  | 4–3  | 2–2  | 8-7          |
| Statistiche carriera  |      |      |      |      |      |      |      |      |      |      |              |
| Finali ATP World Tour | 0    | 0    | 0    | 0    | 0    | 0    | 0    | 0    | 0    | 0    | 0            |
| Tornei vinti          | 0    | 0    | 0    | 0    | 0    | 0    | 0    | 0    | 0    | 0    | 0            |
| Ranking di fine anno  | 743  | 288  | 132  | 179  | 156  | 159  | 193  | 193  | 43   |      | $ 2,187,921  |